# Tibor Berta
Tibor Berta (ur. 19 czerwca 1966 w Kaposvár) – węgierski duchowny katolicki, biskup polowy armii węgieskiej od 2021.

## Życiorys

### Prezbiterat
Święcenia kapłańskie otrzymał 20 czerwca 1991 i został inkardynowany do archidiecezji veszprémskiej. Przez kilka lat pracował jako wikariusz, a w latach 1993–1994 wspomagał duszpastersko parafię katedralną w rodzinnym mieście. W 1994 uzyskał inkardynację do diecezji Kaposváru, jednak został wysłany do ordynariatu polowego w charakterze sekretarza. Następnie pełnił funkcje m.in. kapelana w Szombathely i dziekana ordynariatu, a w 2007 został mianowany jego wikariuszem generalnym. Dwa lata później otrzymał zgodę na inkardynację do tego ordynariatu. 

### Episkopat
18 lutego 2021 papież Franciszek mianował go biskupem ordynariuszem polowym armii węgieskiej. Sakry biskupiej udzielił mu 10 kwietnia 2021 kardynał Péter Erdő – arcybiskup Budapesztu.